# Cacosternum parvum
Cacosternum parvum е вид жаба от семейство Pyxicephalidae. Видът не е застрашен от изчезване.

## Разпространение
Разпространен е в Лесото, Свазиленд и Южна Африка.